# Woodland (Kumbria)
Woodland – wieś w Anglii, w Kumbrii. W 1887 wieś liczyła 87 mieszkańców.